# Estnische Fußballmeisterschaft 1923

Die Estnische Fußballmeisterschaft wurde 1923 zum dritten Mal als höchste estnische Fußball-Spielklasse der Herren ausgespielt. Die Meisterschaft, die im K.-o.-System zwischen drei Vereinen ausgespielt wurde, wobei ASK Tartu ein Freilos erhielt, gewann der JK Tallinna Kalev.

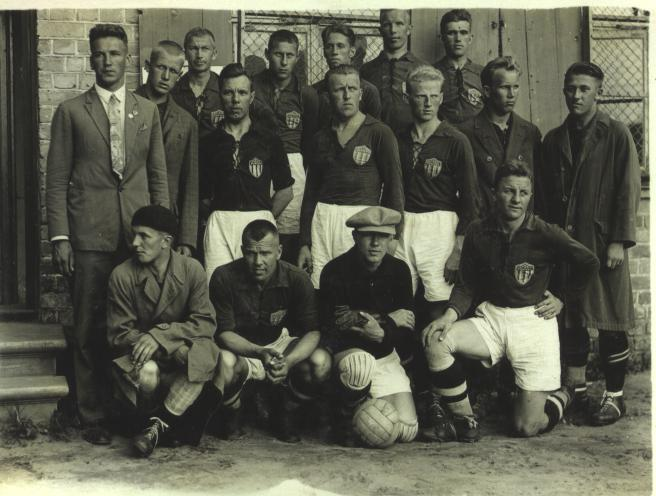
Die Meistermannschaft des JK Tallinna Kalev im Jahr 1923

## Halbfinale
Ausgetragen wurde die Begegnung am 9. September 1923. 
|                   | Ergebnis |                   |
| ----------------- | -------- | ----------------- |
| JK Tallinna Kalev | 1:0      | SK Tallinna Sport |
| ASK Tartu 1       | Freilos  |                   |

## Finale
| JK Tallinna Kalev           | JK Tallinna Kalev                                     | ASK Tartu                                             | ASK Tartu |
| --------------------------- | ----------------------------------------------------- | ----------------------------------------------------- | --------- |
| JK Tallinna Kalev           | \| 29. Oktober 1923 in Tallinn \| \| Ergebnis: 6:0 \| | \| 29. Oktober 1923 in Tallinn \| \| Ergebnis: 6:0 \| | ASK Tartu |
| 29. Oktober 1923 in Tallinn |                                                       |                                                       |           |
| Ergebnis: 6:0               |                                                       |                                                       |           |